# Erik Banck
Johan Erik August Banck, född 18 april 1878 i Helsingborg, död 1 maj 1935 i närheten av Hilleröd i Danmark, var en svensk skeppsredare.
Erik Banck var son till skeppsredaren Otto Banck. Efter tio års språk- och yrkesstudier utomlands inträdde han i sin faders rederi och övertog 1924 ensam firman under namnet Erik Bancks rederi. Firman bedrev fraktfart på Nord- och Östersjön, i Medelhavet och på Västafrika. Banck var från 1922 belgisk vicekonsul och ledamot och ordförande i styrelsen för flera affärs- och industriföretag i Helsingborg. Mest känd blev han dock som konstsamlare och donator. Banck intresserade sig främst för äldre konst och hans samling innehåll en mängd verk av Joshua Reynolds, Tizian, Anthonis van Dyck, Jacopo Bassano, Paolo Veronese och svenska konstnärer som Alexander Roslin och Adolf Ulrik Wertmüller. År 1929 skänkta han ett av sina främsta verk, ett porträtt av Frans Hals föreställande René Descartes till Helsingborgs museum. Erik Banck omkom på väg hem i en bilolycka i Danmark 1935. Han var från 1904 gift med Ese Haderup (1884–1958) som även hon ägnade sig åt social och filantropisk verksamhet. Hon tilldelades Illis quorum 1939. Makarna Banck är begravda på Donationskyrkogården i Helsingborg.